# Ryszard Wroczyński
Ryszard Wroczyński (ur. 29 marca 1909 w Białymstoku, zm. 23 sierpnia 1987 w Warszawie) – pedagog, pedagog społeczny i historyk wychowania.

## Życiorys
Urodził się 29 marca 1909 w Białymstoku, w rodzinie Leopolda i Aleksandry z Czyżewskich. W 1927 zdał maturę w Gimnazjum Państwowym im. Króla Zygmunta Augusta w Białymstoku i podjął studia filologii polskiej, filozofii i pedagogiki na Uniwersytecie Jagiellońskim. Podczas studiów działał w Związku Polskiej Młodzieży Demokratycznej. W 1933 uzyskał dyplom magistra filozofii w zakresie filologii polskiej oraz ukończył uniwersyteckie studium pedagogiczne. Rozpoczął pracę zawodową jako nauczyciel w Białymstoku, w latach 1933–1936 był zatrudniony w zawodowej szkole dokształcającej i w gimnazjum mechanicznym. W 1936 wstąpił do ZNP. Następnie w Brześciu nad Bugiem pracował w szkole kolejowej i Gimnazjum Państwowym im. Romualda Traugutta. Pełnił też funkcję okręgowego instruktora oświaty pozaszkolnej. Współpracował z Instytutem Oświaty Dorosłych w Warszawie w zakresie programów pozaszkolnego kształcenia młodzieży robotniczej i rzemieślniczej. W 1938 doktoryzował się na UJ w dziedzinie nauk filozoficznych na podstawie rozprawy Idee filozoficzne Aleksandra Świętochowskiego. 
Po wybuchu II wojny światowej, w latach 1939–1941 pracował w szkole w Grodnie, następnie był zatrudniony w Towarzystwie Rolniczym w Białymstoku oraz organizował tajne nauczanie na terenie Białegostoku, w 1942 wszedł w skład Wojewódzkiej Organizacji Tajnego Nauczania, a pod koniec 1943 w Okręgowej Komisji Oświaty i Kultury był kierownikiem Wydziału Szkół Zawodowych i Oświaty Dorosłych. Należał także do Armii Krajowej.
W 1944 został dyrektorem Państwowego Liceum i Gimnazjum dla Dorosłych w Białymstoku, oraz pełnił funkcję wizytatora szkolnego. W 1945 przeniósł się do Warszawy, gdzie do 1947 kierował Wydziałem Kształcenia Dorosłych w Ludowym Instytucie Oświaty i Kultury. W 1947 był radcą w Departamencie Nauki Ministerstwa Oświaty, oraz rozpoczął pracę naukową na UŁ, UW i AWF w Warszawie. W 1949 habilitował się na Uniwersytecie Łódzkim, przedkładając rozprawę Programy oświatowe pozytywizmu w Polsce na tle społecznym i gospodarczym. W 1951 został mianowany docentem na Wydziale Humanistycznym Uniwersytetu Łódzkiego. Od 1955 do 1967 był profesorem nadzwyczajnym, a od 1968 profesorem zwyczajnym Wydziału Psychologii i Pedagogiki UW. W latach 1956–1979 kierował Zakładem i Katedrą Pedagogiki Społecznej na Wydziale Psychologii i Pedagogiki UW. W okresie od 1955 do 1958 i od 1962 do 1966 był dziekanem tegoż Wydziału. W latach 1971–1979 pełnił funkcje dyrektora Instytutu Pedagogiki UW. Wykładał w WWP w Warszawie. Wypromował 300 magistrów, 50 doktorów, 8 habilitantów w zakresie pedagogiki społecznej i historii oświaty. Współpracował z Heleną Radlińską w tworzeniu polskiej pedagogiki społecznej. W latach 1968–1980 czynnie udzielał się w pracach UNESCO, powoływano go jako eksperta naukowego do prac w międzynarodowej komisji badającej czas wolny młodzieży i dorosłych oraz edukację permanentną.
Przez wiele lat był przewodniczącym Rady Naukowej Pracowni Dziejów Oświaty PAN, przewodniczącym Rady Naukowej Instytutu Naukowego Kultury Fizycznej i przewodniczącym Rady Naukowej Instytutu Badań Pedagogicznych w Warszawie. Uczestniczył w wielu międzynarodowych kongresach, a także konferencjach naukowych UNESCO i FISE, dotyczących edukacji ustawicznej oraz problemów pedagogiki społecznej w świecie i w Polsce.
Wziął aktywny udział – jako wykładowca i organizator – w 180 konferencjach oraz seminariach ogólnopolskich poświęconych analizie problemów pedagogiki społecznej. Wiele lat przewodniczył Radzie Programowo-Naukowej Towarzystwa Wolnej Wszechnicy Polskiej w Warszawie, Radzie Redakcyjnej wielu czasopism pedagogicznych m.in. „Kwartalnika Pedagogicznego”, „Studiów Pedagogicznych”, „Przeglądu Społeczno-Oświatowego”, „Nauczyciela i Wychowania”, „Kultury Fizycznej”. Przez kilka lat był przewodniczącym i wiceprzewodniczącym Komitetu Nauk Pedagogicznych PAN. Od 1996 do 1980 pełnił funkcję redaktora naczelnego „Kwartalnika Pedagogicznego”, „Studiów Pedagogicznych”, „Przeglądu Historyczno-Oświatowego”, „Nauczyciela i wychowania”.
Był kontynuatorem i współtwórcą idei pedagogiki społecznej Heleny Radlińskiej, twórcą polskiej teorii i praktyki czasu wolnego, edukacji ustawicznej, pracy oświatowej w środowisku i działalności pozaszkolnej z dziećmi i młodzieżą.
Prowadził także badania nad historią kultury fizycznej w Polsce, dziejami myśli pedagogicznej XIX i XX wieku, pedagogiką czytelniczą i oświatą dorosłych. Przyczynił się znacznie do rozwoju pedagogiki społecznej w kraju i za granicą, do pogłębienia historii myśli pedagogicznej, historii kultury fizycznej i do upowszechniania idei edukacji permanentnej w całym świecie, za co otrzymał dyplomy i odznaczenia UNESCO. Dzieła jego wciąż służą polskiej teorii i praktyce pedagogicznej, zwłaszcza oświacie pozaszkolnej i wychowaniu środowiskowemu.
Był autorem pierwszego akademickiego podręcznika Pedagogika społeczna (1974), współautorem i współredaktorem pierwszej w Polsce Metodologii pedagogiki społecznej (1974).
Pod jego kierunkiem stopień naukowy doktora uzyskała Wanda Wyrobkowa-Pawłowska.
Zmarł 23 sierpnia 1987 w Warszawie, pochowany na cmentarzu Farnym w Białymstoku (sektor 3, ID grobu: 19048).

## Ordery i odznaczenia
- Krzyż Oficerski Orderu Odrodzenia Polski (pośmiertnie, 18 kwietnia 2013)[4]
- Krzyż Kawalerski Orderu Odrodzenia Polski
- Srebrny Krzyż Zasługi (8 maja 1946)[5]
- Medal 10-lecia Polski Ludowej (19 stycznia 1955)[6]
- Medal Komisji Edukacji Narodowej
- Odznaka tytułu honorowego „Zasłużony Nauczyciel PRL”
- Złota Odznaka ZNP
- Odznaka „Zasłużony Działacz Kultury Fizycznej”
- Odznaka „Przyjaciel Dziecka”

## Wybrane publikacje
- Powszechne dzieje wychowania fizycznego i sportu.
- Myśl pedagogiczna i programy oświatowe w Królestwie Polskim na przełomie XIX i XX w Warszawa : Państwowe Zakłady Wydawnictw Szkolnych, 1963.
- Pedagogika społeczna Warszawa : Państwowe Wydawnictwo Naukowe, 1974.